# Huang’anzhen (ort i Kina, Shaanxi, lat 33,19, long 107,61)
Huang'anzhen är en ort i Kina. Den ligger i provinsen Shaanxi, i den nordvästra delen av landet, omkring 170 kilometer sydväst om provinshuvudstaden Xi'an. Antalet invånare är 15 306. Befolkningen består av 7 504 kvinnor och 7 802 män. Barn under 15 år utgör 16,0 %, vuxna 15-64 år 71 %, och äldre över 65 år 11,0 %.
Runt Huang'anzhen är det ganska tätbefolkat, med 100 invånare per kvadratkilometer. Närmaste större samhälle är Yangzhou, 7,4 km nordväst om Huang'anzhen. Trakten runt Huang'anzhen består till största delen av jordbruksmark.
Genomsnittlig årsnederbörd är 1 052 millimeter. Den regnigaste månaden är juli, med i genomsnitt 222 mm nederbörd, och den torraste är december, med 2 mm nederbörd.